# Loaded (álbum)
Loaded é o quarto álbum de estúdio da banda norte-americana de rock The Velvet Underground, lançado em 15 de outubro de 1970 pela gravadora Cotillion, subsidiária da gravadora Atlantic. Apesar de ter vários singles originados dele, o álbum em si não conseguiu entrar nas paradas de sucesso.
Foi o último álbum gravado com o membro fundador e principal compositor Lou Reed, que saiu pouco antes de seu lançamento. Os outros fundadores, Sterling Morrison e Maureen Tucker, sairiam em 1971. Por esta razão, é frequentemente considerado pelos fãs como o último álbum da banda.
Loaded foi classificado como número 110 em 2012 e, posteriormente, classificado como número 242 em 2020, na lista da revista Rolling Stone dos "500 Maiores Álbuns de Todos os Tempos".
A capa, feita por Stanislaw Zagorski, apresenta um desenho da entrada da estação de metrô Times Square, com "downtown" escrito incorretamente como "dowtown".

## Antecedentes
Loaded foi um esforço comercial voltado para tocar nas rádios, e o título do álbum refere-se ao pedido da gravadora para que a banda produzisse um álbum cheio de hits (loaded with hits), com um duplo sentido sobre a palavra "loaded", que também pode significar "chapado" ou "alterado". O baixista e um dos vocalistas, Doug Yule, disse: "Houve um grande estímulo para produzir um single de sucesso. Havia aquela mentalidade, 'qual dessas é um single?', 'como soa quando reduzimos para três, cinco minutos?', então isso foi um tópico importante para o grupo naquele momento."

## História

### Produção
Embora ela seja creditada na capa, o álbum não apresenta a baterista Maureen Tucker, já que ela estava grávida na época. As funções de bateria foram realizadas principalmente por Doug Yule, pelo engenheiro de som Adrian Barber, pelo músico Tommy Castanero e pelo irmão de Yule, Billy. Lou Reed comentou que "Loaded não tinha Maureen nele, e esse é o disco favorito de muitas pessoas, então não podemos nos perder muito na mística do Velvet Underground [...] Ainda é reconhecido como um disco do Velvet Underground. Mas é realmente outra coisa."
Sterling Morrison teve fortes sentimentos sobre o forte presença de Yule, dizendo: "O álbum saiu bem, no que diz respeito à produção, é o melhor, mas teria sido melhor se tivesse bons vocais de Lou em todas as faixas". Enquanto Morrison contribuía com as guitarra para o álbum, ele também estudava, deixando a maior parte da contribuição criativa para Reed e Yule. Yule afirmou que "Lou se apoiou muito em mim em termos de suporte musical e arranjos vocais. Eu fiz muito no Loaded. Isso meio que se transformou 'na gravação recreativa de Lou e Doug'". Das dez que compõem o álbum, os vocais de Yule foram apresentados em quatro músicas: "Who Loves the Sun", que abre o álbum, "New Age", "Lonesome Cowboy Bill" e "Oh! Sweet Nuthin'". Além dos vocais, Yule cuidou de todas as funções de baixo, piano e órgão, e também gravou várias faixas de guitarra. Os solos de guitarra em "Rock & Roll", "Cool It Down", "Head Held High" e "Oh! Sweet Nuthin'" foram todos tocados por ele.
As cópias originais do álbum não têm um silêncio entre as duas primeiras músicas, "Who Loves the Sun" e "Sweet Jane", com a primeira nota da última sendo ouvida no exato momento em que a primeira desaparece completamente. Algumas prensagens posteriores quebram a sequência com alguns segundos de silêncio.

### Saída de Lou Reed
Reed criticou a mixagem final do álbum. Ele deixou a banda em agosto de 1970, antes mesmo do álbum ser lançado, em novembro. Após seu lançamento, Reed sustentava em entrevistas que esse trabalho havia sido reeditado sem seu consentimento.
Um dos pontos doloridos de Reed resultante dessa reedição foi que um trecho cortado em "Sweet Jane". Na gravação original, a parte "Heavenly wine and roses..." pretendia fornecer uma ponte perfeitamente fluida para o refrão final. Nas apresentações iniciais de Reed, ele incluiria o verso, até 1973, quando ele rotineiramente o deixaria de fora, já que essa ponte não se encaixava tão bem em uma versão mais hard rock da música. No entanto, a banda pós-Reed, liderada por Yule, sempre tocava a música com o verso incluído.
Quando perguntado sobre as versões editadas de "Sweet Jane" e "New Age" sem o consentimento de Reed, Yule afirmou que Reed já havia editado as músicas. "Ele editou. Você tem que entender [que] na época, a motivação era [essa] [...] Lou estava, e todos nós estávamos, focados em uma coisa: ter sucesso, e o que você tinha que fazer para ter sucesso no mercado, era que você tinha que ter um hit, e tinha que ser rápido, curto e sem digressões [...] 'Sweet Jane' foi arranjada exatamente do jeito que está no lançamento original do álbum exatamente por esse motivo – para ser um sucesso! 'Who Loves The Sun' foi feita também dessa maneira por esse motivo – ser um sucesso."
Reed também se sentiu esnobado por ser listado em terceiro lugar nos créditos do álbum; e por todos os créditos de composição indevidamente indo para a banda, ao invés do próprio Reed. Os lançamentos mais recentes devidamente o reconheceram como principal compositor do álbum e ele agora está listado no topo da formação da banda. 

### Recepção contemporânea
Revisando o álbum na Rolling Stone, Lenny Kaye escreveu que "embora o Velvet Underground no Loaded esteja mais solto e direto do que já vimos, há uma tendência no álbum que o torna mais do que qualquer mera coleção de canções". No Village Voice, Robert Christgau disse que a música era genuinamente rock and roll, mas também "intelectual e irônica", com o canto de Reed incorporando um paradoxo.

### Recepção retrospectiva
De acordo com Doyle Greene, Loaded foi uma resposta às tendências musicais de vanguarda e experimentais dos álbuns anteriores da banda, enquanto as músicas "Sweet Jane" e "Rock & Roll" distinguiram a banda como uma "seminal protopunk". "O trio de 'Who Loves the Sun', 'Sweet Jane' e 'Rock & Roll' está entre as melhores aberturas de três músicas em qualquer disco de rock and roll", escreveu o colaborador da Paste, Jeff Gonick. Na Encyclopedia of Music in the 20th Century, o jornalista musical Michael Ross considerou o álbum como "um álbum de rock quase perfeito", enquanto Eric Klinger, do PopMatters, o chamou de um "ótimo" álbum de pop.
Foi eleito a número 295 na terceira edição do All Time Top 1000 Albums de Colin Larkin. Em 2003, Loaded foi classificado no número 109 na lista da revista Rolling Stone dos "500 Melhores Álbuns de Todos os Tempos", depois sendo reclassificado no número 110 em uma revisão de 2012 e caindo para o número 242 em uma revisão de 2020.

## Legado
O álbum contém dois dos maiores sucessos do Velvet Underground, "Sweet Jane" e "Rock & Roll", ambas ainda tocadas regularmente nas estações de rádio. O álbum teve seu cover ao vivo na íntegra pela banda Phish como um de seus shows em 31 de outubro de 1998.
A partir de 2013, Loaded vendeu 250 mil cópias, de acordo com a Nielsen Soundscan.

## Faixas
Todas as faixas escritas e compostas por Lou Reed. 
| Lado A |                     |         |  |
| N.º    | Título              | Duração |  |
| 1.     | "Who Loves the Sun" | 2:48    |  |
| 2.     | "Sweet Jane"        | 3:18    |  |
| 3.     | "Rock & Roll"       | 4:40    |  |
| 4.     | "Cool It Down"      | 3:05    |  |
| 5.     | "New Age"           | 4:40    |  |

| Lado B |                        |         |  |
| N.º    | Título                 | Duração |  |
| 1.     | "Head Held High"       | 2:58    |  |
| 2.     | "Lonesome Cowboy Bill" | 2:45    |  |
| 3.     | "I Found a Reason"     | 4:16    |  |
| 4.     | "Train Round the Bend" | 3:22    |  |
| 5.     | "Oh! Sweet Nuthin'"    | 7:23    |  |

- Nota: As durações das faixas listadas acima foram retiradas do encarte do LP original, o qual tinha versões mais curtas de certas faixas.

## Ficha técnica
The Velvet Underground
- Lou Reed – vocais, guitarra, piano
- Doug Yule – vocais principais (em "Who Loves the Sun", "New Age", "Lonesome Cowboy Bill", "Oh! Sweet Nuthin'"), baixo, teclados, guitarras, bateria, vocais de apoio
- Sterling Morrison – guitarras, vocais de apoio
- Maureen Tucker – bateria (creditada)

Músicos adicionais
- Adrian Barber– bateria (em "Who Loves the Sun")[11]
- Tommy Castagnaro – bateria (em "Cool It Down" e "Head Held High")
- Billy Yule – bateria (em "Lonesome Cowboy Bill" e "Oh! Sweet Nuthin'")

Produção
- Geoff Haslam, Shel Kagan – produtores
- Adrian Barber – engenheiro de som

## Relançamentos

#### Compact Disc (CD)
O álbum foi lançado oficialmente em formato CD em 1987. Algumas das durações localizadas na contracapa do CD estão incorretas. Por exemplo, "Sweet Jane" está marcada em 3:55, enquanto na verdade é cerca de 3:18; "New Age" é marcada 5:20, enquanto é aproximadamente de 4:39.

#### Box Set'Peel Slowly and See'
Loaded aparece no quinto disco do box set Peel Slowly and See, lançado em 1995 pela gravadora Polydor. O disco apresenta versões maiores de "Sweet Jane", "Rock & Roll" e "New Age", bem como demos, outtakes e apresentações ao vivo.

#### Versão de luxo'Fully Loaded'
A gravadora Rhino lançou Fully Loaded, um conjunto de dois CDs do Loaded, em 1997. Ele contém vários takes e mixagens alternativos e versões demo das músicas do Loaded, junto com outtakes, incluindo algumas performances da baterista Maureen Tucker (em "I'm Sticking with You" e na demo de "I Found a Reason"). Há também uma gravação alternativa de "Ocean", a qual o encarte credita erroneamente John Cale no órgão. De acordo com uma entrevista de 1995 com Doug Yule, que tocou órgão na gravação, as cordas usadas na faixa eram dois violoncelos e um contrabaixo fornecidos por músicos de estúdio, e ele não conseguia se lembrar de Cale ter vindo para as sessões.
Faixas bônus do disco 1
1. "Ride into the Sun" – 3:20
2. "Ocean" – 5:43
3. "I'm Sticking with You" – 3:06
4. "I Love You" – 2:03
5. "Rock & Roll" (Mix alternativo) – 4:41
6. "Head Held High" (Mix alternativo) – 2:15

Faixas bônus do disco 2
1. "Satellite of Love" – 2:51
2. "Oh Gin" – 2:54
3. "Walk and Talk" – 2:47
4. "Sad Song" – 3:43
5. "Love Makes You Feel Ten Feet Tall" – 4:09

#### Versão de luxo'Re-Loaded'
Um conjunto de seis CDs do Loaded, lançado em outubro de 2015.
Disco 4: Max's Kansas City, 23 de agosto de 1970
1. "I'm Waiting for the Man"
2. "White Light/White Heat"
3. "I'm Set Free"
4. "Sweet Jane"
5. "Lonesome Cowboy Bill"
6. "New Age"
7. "Beginning to See The Light"
8. "I'll Be Your Mirror"
9. "Pale Blue Eyes"
10. "Candy Says"
11. "Sunday Morning"
12. "After Hours"
13. "Femme Fatale"
14. "Some Kinda Love"
15. "Lonesome Cowboy Bill" (Versão 2)

Disco 5: Second Fret, 9 de maio de 1970
1. "I'm Waiting for the Man"
2. "What Goes On"
3. "Cool It Down"
4. "Sweet Jane"
5. "Rock & Roll"
6. "Some Kinda Love"
7. "New Age"
8. "Candy Says"
9. "Head Held High"
10. "Train Round the Bend"
11. "Oh! Sweet Nuthin'"